# Voie des pentoses phosphates

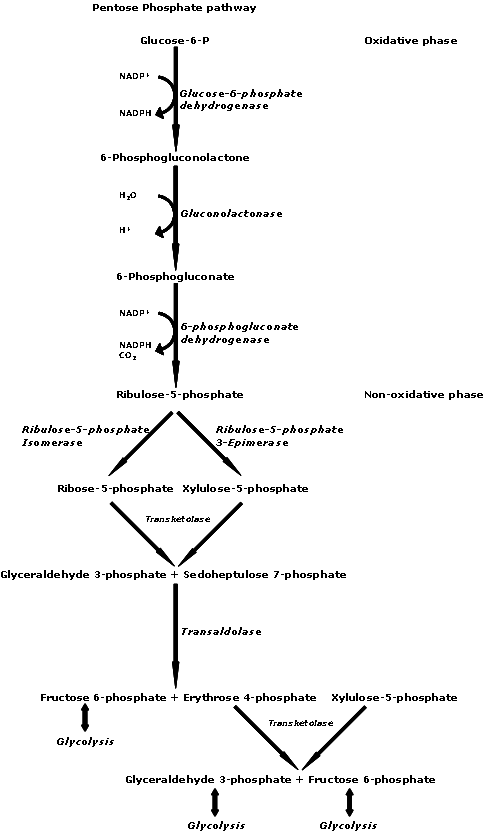
Voie des pentoses phosphates.

La voie des pentoses phosphates, ou voie de Warburg-Dickens-Horecker, est l'une des quatre voies métaboliques principales du métabolisme énergétique, avec la glycolyse, la voie d'Entner-Doudoroff de dégradation du glucose en pyruvate et la voie du méthylglyoxal.
Les rôles essentiels de cette voie sont :
- la production de NADPH + H+, utilisé lors de la biosynthèse des acides gras, du cholestérol et pour la réduction du glutathion ;
- la production de ribose-5-phosphate utilisé lors de la synthèse des nucléotides ;
- la production d'érythrose-4-phosphate, précurseur d'acides aminés aromatiques : phénylalanine, tyrosine et  tryptophane.

Cette voie existe chez tous les eucaryotes et la quasi-totalité des bactéries. Elle est indépendante de l'oxygène. Elle se fait aussi bien en aérobiose qu'en anaérobiose, dans le cytoplasme (plus précisément dans le cytosol) chez la plupart des organismes, mais dans les plastes chez les plantes. 
En 1959, Henri Laborit mit en évidence le rôle de la voie des pentoses phosphates en radio et oxygéno-protection et des radicaux libres en pathologie.

## Étapes
La voie des pentoses est composée de deux phases :
- la première est une phase oxydative irréversible qui permet la formation de NADPH par réduction du NADP ;
- la seconde est une phase non oxydative réversible qui permet la synthèse du ribose.

### Phase oxydative
Durant cette phase, deux molécules de NADP+ sont réduites en NADPH en utilisant l'énergie de conversion du glucose-6-phosphate (G6P) en ribulose-5-phosphate :

Phase oxydative de la voie des pentoses phosphates : (1) glucose-6-phosphate, (2) 6-phosphoglucono-δ-lactone, (3) 6-phosphogluconate, (4) ribulose-5-phosphate.

La première étape est catalysée par la glucose-6-phosphate déshydrogénase (G6PDH). Cette étape d'oxydation permet la production du premier NADPH et produit de la 6-phosphoglucono-δ-lactone. Cette lactone est ensuite hydrolysée par une hydrolase pour donner du 6-phosphogluconate. Le 6-phosphogluconate subit une décarboxylation oxydative catalysée par la 6-phosphogluconate déshydrogénase. Ceci produit un pentose phosphate, le ribulose-5-phosphate et génère une seconde molécule de NADPH.
Le ribulose-5-phosphate (un cétose) subit ensuite une isomérisation catalysée par la ribose-5-phosphate isomérase qui donne le ribose-5-phosphate (un aldose), précurseur de la biosynthèse des nucléotides, ou une épimérisation catalysée par la phosphopentose épimérase qui mène au xylulose-5-phosphate.
L'augmentation de la concentration en NADPH inhibe la glucose-6-phosphate déshydrogénase, ce qui limite l'augmentation de concentration du glucose-6-phosphate pour la glycolyse.
| Substrats                        | Produits                             | Enzymes                            | Description               |
| Glucose-6-phosphate + NADP+      | → 6-phosphoglucono-δ-lactone + NADPH | glucose-6-phosphate déshydrogénase | Déshydrogénation          |
| 6-phosphoglucono-δ-lactone + H2O | → 6-phosphogluconate + H+            | 6-phosphogluconolactonase          | Hydrolyse                 |
| 6-phosphogluconate + NADP+       | → ribulose-5-phosphate + NADPH + CO2 | 6-phosphogluconate déshydrogénase  | Décarboxylation oxydative |

### Phase non oxydative (réversible)
Cette phase forme deux molécules de fructose-6-phosphate (F6P) et une molécule de glycéraldéhyde-3-phosphate (G3P), à partir de trois molécules de ribulose 5-phosphate générées lors de la première phase. Le F6P peut être utilisé pour reformer du G6P afin de recommencer la première phase oxydative.
Cette phase est catalysée par deux enzymes, la transaldolase et la transcétolase, qui agissent sur des sucres-phosphate (aldoses et cétoses) à 3, 4, 5, 6 ou 7 atomes de carbone et catalysent des réactions de transfert de deux atomes de carbone (transcétolisation) ou de trois atomes de carbone (transaldolisation).
Elles ont comme substrats et produits :
- le glycéraldéhyde-3-phosphate (triose) ;
- l'érythrose-4-phosphate (tétrose) ;
- le ribose-5-phosphate et le xylulose-5-phosphate (pentoses) ;
- le fructose-6-phosphate (hexose) ;
- le sédoheptulose-7-phosphate (heptose).

Ces différents sucres-phosphates sont utilisés dans diverses voies métaboliques : le fructose et le glycéraldéhyde dans la glycolyse, l'érythrose dans la synthèse des acides aminés aromatiques, le ribose dans celle des nucléotides et le sédoheptulose dans celle du lipopolysaccharide de la paroi bactérienne.
| Substrats                                              | Produits                                                 | Enzymes                      |
| ribulose-5-phosphate                                   | → ribose-5-phosphate                                     | ribose-5-phosphate isomérase |
| ribulose-5-phosphate                                   | → xylulose-5-phosphate                                   | phosphopentose épimérase     |
| xylulose-5-phosphate + ribose-5-phosphate              | → glycéraldéhyde-3-phosphate + sédoheptulose-7-phosphate | transcétolase                |
| sédoheptulose-7-phosphate + glycéraldéhyde-3-phosphate | → érythrose-4-phosphate + fructose-6-phosphate           | transaldolase                |
| xylulose-5-phosphate + érythrose-4-phosphate           | → glycéraldéhyde-3-phosphate + fructose-6-phosphate      | transcétolase                |

## Rôles métaboliques
La voie des pentoses phosphate remplit trois rôles principaux dans les cellules vivantes :
- le premier est la biosynthèse du ribose, qui est utilisé ensuite pour la synthèse des acides nucléiques, ARN et ADN. Pour l'ADN, le désoxyribose est produit à partir du ribose par l'action de ribonucléotide réductases ;
- le deuxième est de fournir de l'érythrose-4-phosphate, qui est un précurseur essentiel de la voie de biosynthèse des acides aminés aromatiques : phénylalanine, tyrosine et tryptophane chez les organismes capables de les produire ;
- le troisième est de fournir du NADPH. Le NADPH est un cofacteur essentiel de la glutathion réductase, l'enzyme qui réduit le glutathion oxydé (GSSG) en glutathion réduit (GSH). Le glutathion réduit est essentiel au maintien de l'état redox de la cellule et à la lutte contre le stress oxydatif et les dérivés réactifs de l'oxygène (radicaux libres, peroxydes...), en particulier via l'action de la glutathion peroxydase qui élimine le peroxyde d'hydrogène.

Ceci se produit par exemple dans les globules rouges au niveau de l'hémoglobine (Hb) où il y a formation de radical superoxyde et oxydation de l'hémoglobine, ce qui peut conduire à son agrégation et la formation de corps de Heinz. La réaction d'oxydation est dans ce cas la suivante :
(Hb)Fe2+ + O2 ⟶ (MetHb)Fe3+ + O2•–
Le radical superoxyde peut également être produit par la réaction de Fenton en présence de fer ou au niveau de la cytochrome oxydase dans les mitochondries et doit être éliminé. Ce processus est assuré par la superoxyde dismutase, qui transforme le superoxyde en oxygène et peroxyde d'hydrogène. Ce dernier est ensuite éliminé par la glutathion peroxydase qui utilise le glutathion réduit. Toute cette chaîne nécessite le recyclage du glutathion et donc du NADPH, dont la production cellulaire est principalement assurée par la voie des pentoses phosphates. Ainsi, le déficit en glucose-6-phosphate déshydrogénase aboutit à une sensibilité accrue au stress oxydatif et à une maladie génétique appelée favisme.

## Bilan
3 glucose-6-phosphate + 6 NADP+ + 3 H2O ⟶ 2 fructose-6-phosphate + glycéraldéhyde-3-phosphate + 3 CO2 + 6 NADPH + 6 H+.